# FC Fleury 91 (femenino)
El Football Club Fleury 91 Cœur d'Essonne es un club de fútbol femenino francés con base en la ciudad de Fleury-Mérogis, Essonne. Es la sección femenina del FC Fleury 91. El club fue fundado en el 2003 bajo el nombre de FCF Val d'Orge, sin embargo en 2017 luego de asociarse con el club masculino fue refundado y renombrado. Juega desde 2017 en la Division 1 Féminine, la primera categoría del fútbol femenino en Francia

## Historia
El club fue fundado en 2003. En 2006, el primer equipo logró el ascenso a la Division d'Honneur, y en 2012 alcanzó la Division 2.
En el 2017, luego de ganar la segunda división francesa, el entonces FCF Val d'Orge llegó a la Division 1 Féminine. Ese año el equipo se afilió con el FC Fleury 91 y fue renombrado.

## Palmarés
- Division 2 Féminine: 2017